# Victor Colani (Schauspieler)

Victor Colani um 1920

Victor Colani (* 30. Oktober 1895 als Victor Max Cohn in Zittau, Deutsches Reich; † 25. November 1957 in Den Haag, Niederlande) war ein deutscher Schauspieler.

## Leben und Wirken
Der Sohn des Theater- und Stummfilmschauspielers Ludwig Colani war bereits als Kind über seinen Vater zum Film gestoßen. Sein erstes festes Bühnenengagement ist 1916 in Potsdam nachzuweisen. Nach einer Verpflichtung in Kassel kehrte Victor Colani Anfang der 1920er Jahre nach Berlin zurück, wo er gleichfalls Theater spielte. Erfolge feierte er in der Weimarer Republik vor allem in Operettenaufführungen am Theater des Westens, dem Metropoltheater und dem Großen Schauspielhaus. Bis zum Ende der Stummfilm-Ära trat Colani auch weiterhin vor die Kamera.
Seit Beginn der 1930er Jahre blieb er meist beschäftigungslos, nach 1933 musste Cohn/Colani aus Hitler-Deutschland fliehen. Während des Zweiten Weltkriegs trat er in den Niederlanden in Revuen auf. Als 1942 bekannt wurde, dass Victor Colani gemäß den Nürnberger Rassengesetzen sogenannter „Halbjude“ war, wurde seine Auftrittsgenehmigung annulliert und der Künstler im März 1943 mit Auftrittsverbot belegt. Nach Kriegsende blieb Colani in den Niederlanden.

## Filmografie
| - 1909: Klebolin klebt alles - 1913: Evinrude - 1913: Gendarm Möbius - 1915: Zucker und Zimt - 1916: Stolz weht die Flagge schwarz-weiß-rot - 1917: Die Glocke - 1918: Das Haus gegenüber - 1919: Liebe, Haß und Geld - 1920: Der Mann im Nebel - 1920: Professor Larousse - 1920: Weib - 1920: Die schwarze Kassette - 1920: Das Detektiv-Duell - 1920: Die Höllenmaschine - 1920: Die Benefiz-Vorstellung der vier Teufel - 1920: Das unbewohnte Haus - 1921: Der Todesflieger - 1921: Der vergiftete Strom - 1921: Die Blitzzentrale | - 1922: Brudermord - 1922: Der Mann im Hintergrund (De man op den achtergrond) - 1922: Der falsche Prinz - 1923: Alt-Heidelberg - 1923: Dr. Sacrobosco, der große Unheimliche - 1923: Der Regattafürst - 1924: Mater Dolorosa - 1924: Der Schrei in der Wüste - 1925: Wetterleuchten - 1925: Reveille, das große Wecken - 1926: Prinzessin Trulala - 1926: Heimliche Sünder - 1926: Wenn Menschen irren - 1926: Schenk’ mir das Leben - 1927: Ehekonflikte - 1927: Der Anwalt des Herzens - 1928: Ledige Mütter - 1928: Paganini in Venedig (Kurzfilm) - 1929: Die nicht heiraten dürfen - 1929: Rache für Eddy |